# Вулиця Романа Шухевича (Житомир)
Вулиця Романа Шухевича — вулиця в Богунському районі міста Житомир. Названа на честь українського військового діяча, борця за волю України, Головного Командира УПА, генерала-хорунжого Романа Шухевича.

## Розташування
Знаходиться на Богунії. Починається від проспекту Миру і завершується на вулиці Митрополита Андрея Шептицького.

## Історія
Вулиця та її садибна забудова почали формуватися у 1950-х роках на місці Врангелівських дач, розпланованих наприкінці ХІХ століття. У 1951 році вулиця отримала назву Санаторна, оскільки формувалася неподалік дитячого санаторію, що розташовувався на вулиці Зеленій. До 1967 року починалася від Бондарної вулиці. У 1967 році прорізана до нинішнього проспекту Миру). Станом на 1968 рік вулиця та її забудова сформовані. У 1974 році Санаторна вулиця перейменована на вулицю Сабурова.
Відповідно до розпорядження Житомирського міського голови від 19 лютого 2016 року № 112 «Про перейменування топонімічних об'єктів та демонтаж пам'ятних знаків у м. Житомирі», вулиця Сабурова перейменована на вулицю Романа Шухевича.